# Onderzeebootbestrijding

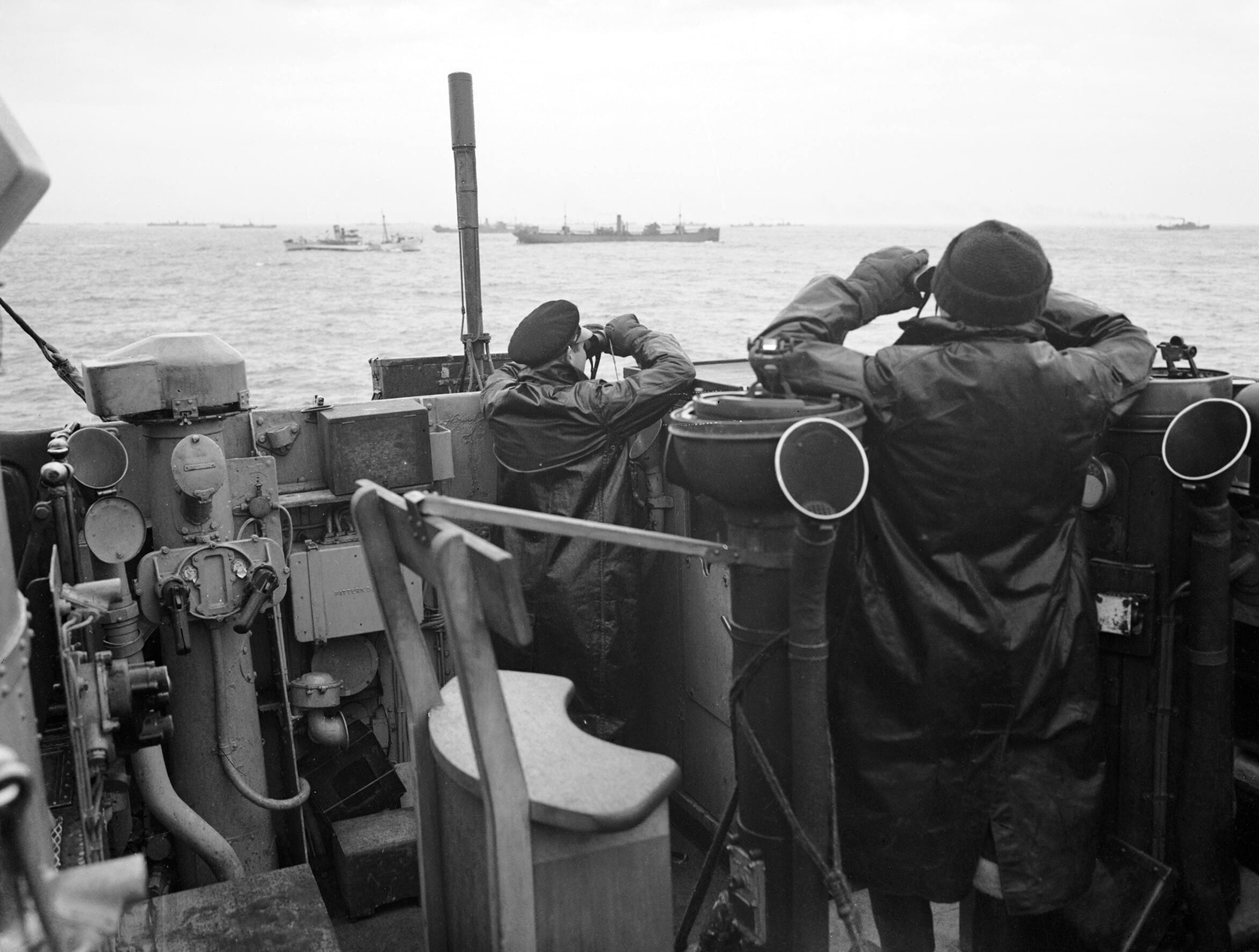
Officieren van de Royal Navy op de brug van een torpedobootjager die een konvooi begeleidt kijken uit naar U-boten tijdens de Slag om de Atlantische Oceaan in oktober 1941.

Onderzeebootbestrijding (Engels: Anti-submarine warfare, ASW) is een militaire actie om vijandelijke onderzeeboten te detecteren en te vernietigen vanaf vliegtuigen, helikopters, oppervlakteschepen of onderzeeboten.

## Eerste Wereldoorlog

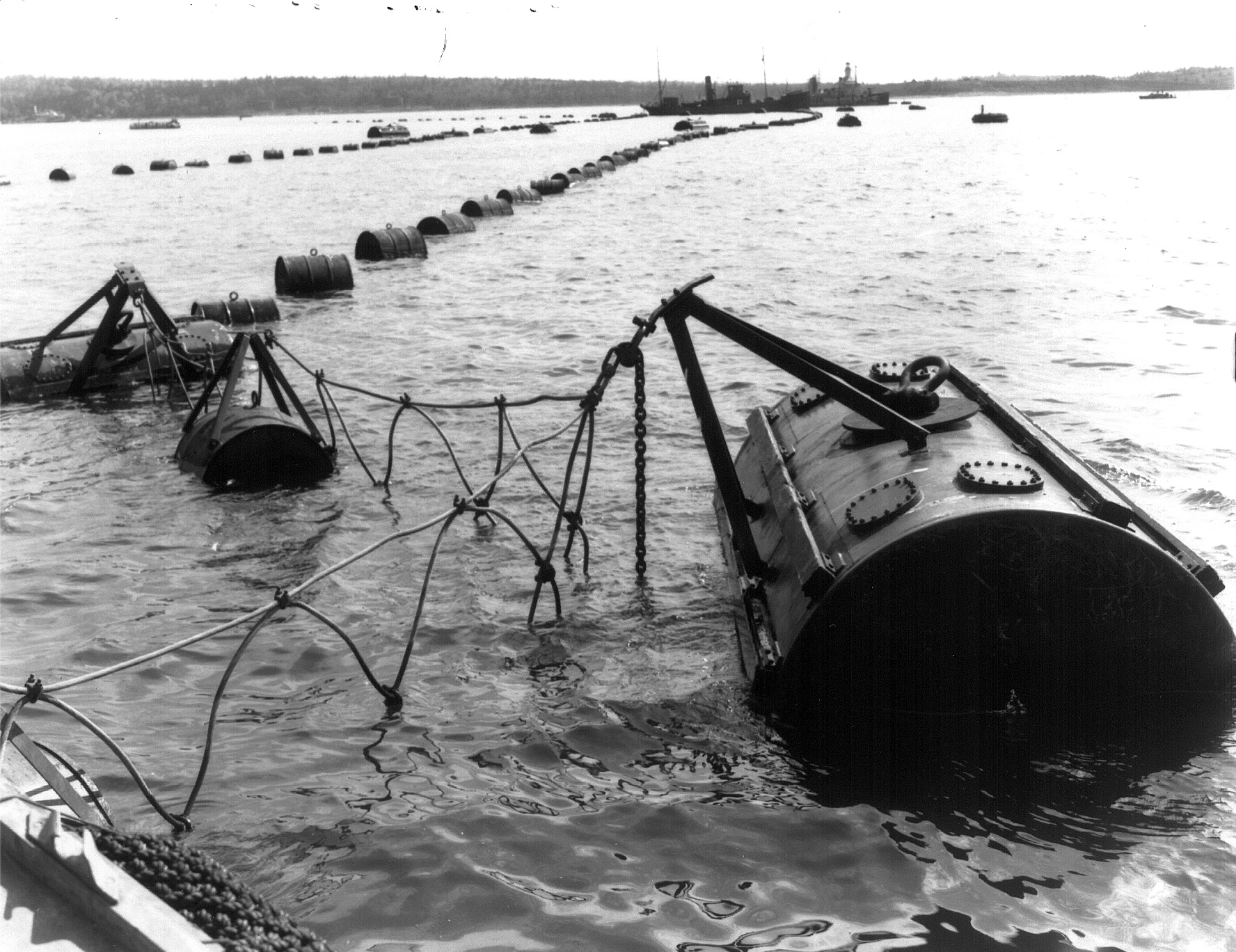
Een net tegen onderzeeboten in de de haven van Halifax, Canada.

In de Eerste Wereldoorlog waren duikboten actief in de Oostzee, de Noordzee, de Zwarte Zee, de Middellandse Zee en de Atlantische Oceaan.
Kleine, snelle schepen bestreden ze met hun kanonnen.
De duikboten voeren de grootste tijd aan de oppervlakte om grote afstanden af te leggen en met hun dieselmotoren hun batterijen op te laden.
Slagschepen maakten netten aan hun zijkanten vast tegen torpedo’s. Ook havens werden voorzien van netten tegen duikboten of torpedo’s.
Britse oorlogsschepen kregen een ram en in augustus 1914 werd U 15 ermee tot zinken gebracht.
In juni 1915 testte de Royal Navy de Type D dieptebom met 140 kg 2,4,6-trinitrotolueen (amatol en een hydrostatisch pistool dat afging op 12 of 24 m en werkzaam was op 43 m.
Voor kleinere schepen was er een Type D* met 54 kg.
In juli 1915 richtte de Admiraliteit van Engeland een Board of Invention and Research (BIR) op die 14.000 suggesties van het publiek kreeg hoe duikboten te bestrijden.
In december 1916 richtte de Royal Navy een eigen Anti-Submarine Division (ASD) op.
De Verenigde Staten richtten in 1915 een Naval Consulting Board op.
Toen de Verenigde Staten in 1917 in oorlog kwamen, werkte die op detectie van duikboten.
De United States National Research Council haalde in juni 1917 Britse en Franse experts in geluid onder water naar de Verenigde Staten.
In oktober 1918 was er te Parijs een vergadering over "supersonics", toen de term voor echolocatie.

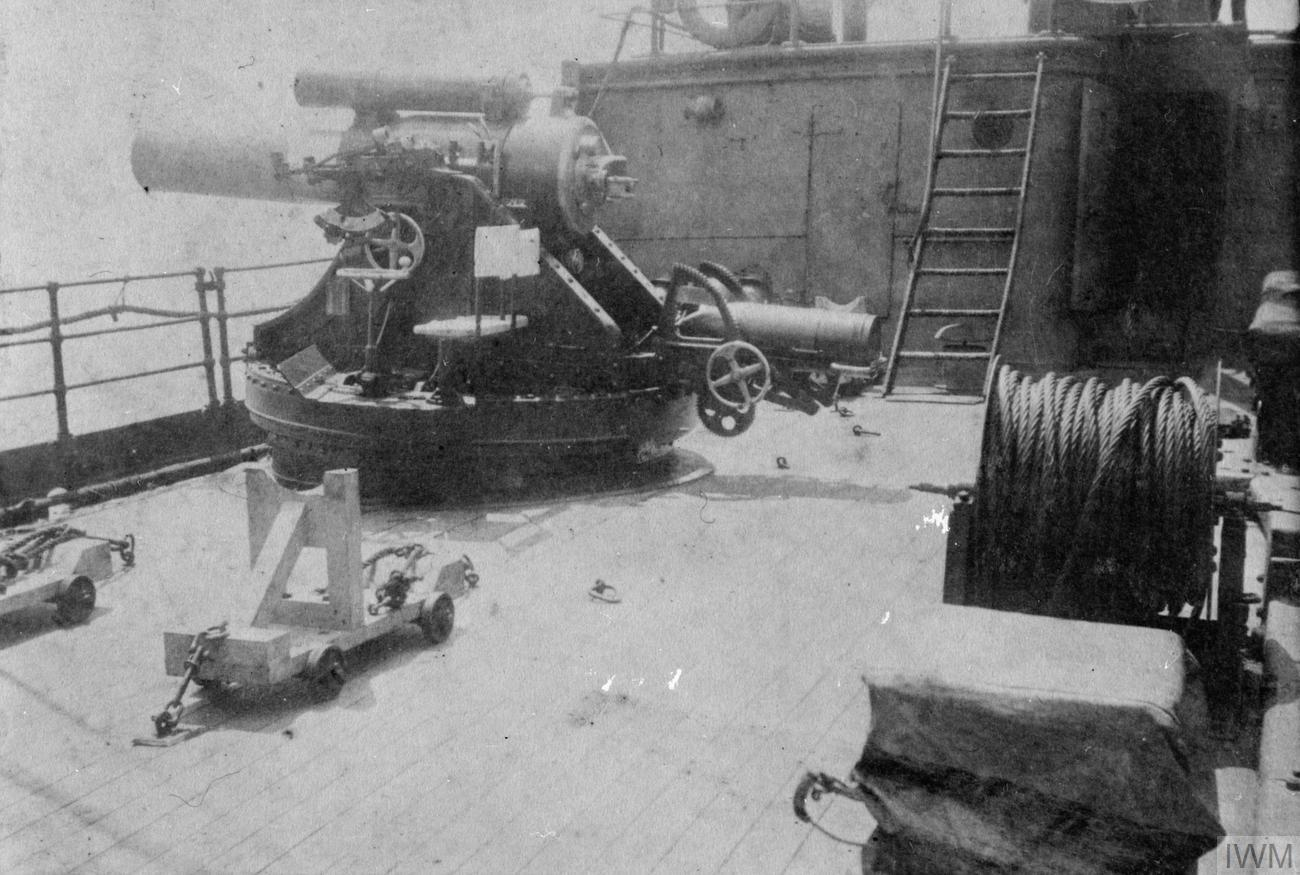
11-inch houwitser Mk. I met 550 m bereik op het Britse bewapende vrachtschip HMS Patia in 1918

Op 22 maart 1916 werd de eerste U-boot U 68 tot zinken gebracht door een dieptebom van Q-ship HMS Farnborough bij County Kerry, Ierland.
Begin 1917 had de Royal Navy Anti-submarine indicator loops op de zeebodem gelegd: lange kabels die met een galvanometer het magnetisch veld van de duikboten detecteerden als ze erover voeren. Dan werd daar vanaf de wal een zeemijn tot ontploffing gebracht.
In juli 1917 konden dieptebommen tussen 15 en 61 m diepte afgesteld worden.
Tegen het einde van de oorlog kwamen hydrofoons op: passieve sonar.
Watervliegtuigen en luchtschepen zochten naar duikboten, waarop die meestal onderdoken.
- Een Oostenrijks vliegtuig bracht op 15 september 1915 met bommen de Franse Foucault tot zinken.
- Op 9 augustus 1916 bracht een Oostenrijks vliegtuig een afgemeerde Britse B 10 tot zinken.
- Op 22 september 1917 bracht een RNAS watervliegtuig de Duitse UC 32 met bommen tot zinken.
- Een Frans luchtschip bombardeerde bij vergissing de Britse D 3 op 12 maart 1918.

De meest werkzame maatregel was om konvooien van vrachtschepen te escorteren. Dit verminderde het verlies aan vrachtschepen van 25% naar 1%. Volgens de Britse historicus Paul E. Fontenoy was het konvooisysteem het effectieve antwoord op de Duitse U-boot campagne in de Eerste Wereldoorlog. De onderschepping van radiosignalen van en naar de U-boten en het feit dat Room 40 van de Admiraliteit van Engeland hun code gekraakt had droeg daaraan bij.
Om ondergedoken U-boten aan te vallen wierpen vliegtuigen zeemijnen met contactontsteking in het water. Schepen rolden dieptebommen in het water langs hun achtersteven.
Het Q-ship was een oorlogsschip dat eruit zag als een vrachtschip om U-boten aan de oppervlakte aan te vallen.
De British R class submarine was de eerste duikboot voor U-bootbestrijding.
De UC 44 werd op 4 augustus 1917 met een vals radiobericht in een mijnenveld gelokt.
211 van de 360 U-boten zonken in de Eerste Wereldoorlog:
Zeemijnen 58
Luchtaanval 33
Dieptebommen 30
Torpedo’s 20
Kanonvuur 20
Rammen 19
Onbekend 19
Ongevallen 10
Andere 2

## Interbellum
De invoering van elektronica met vacuümbuizen leverde vooruitgang in het versterken, verwerken en tonen van signalen.
De range recorder sloeg de positie van het doelwit op.
De scheepsschroeven van duikboten maakten veel geluid, vooral onder water.
De range recorder kon uit dat geluid de afstand tot de U-boot berekenen.
Dan werden zeemijnen of bommen op die plaats tot ontsteking gebracht.
Nieuwe materialen om geluid op te wekken werden ontwikkeld.
In die tijd ontwikkelde de ASD de actieve sonar ASDIC, die een geluidspuls “ping” uitzond en uit de echo en de tijdsvertraging de plaats en de afstand berekend werden.
De Royal Navy en de United States Navy rustten hun torpedobootjagers uit met actieve sonar.
In 1928 waren plannen om ASDIC in massaproductie en werd een klein escorteschip ontworpen met ASDIC.
Het echolood werd ontwikkeld voor varende schepen.
De voortplanting van geluid in de oceaan werd bestudeerd volgens temperatuur en zoutgehalte.
In 1937 werd de bathythermograph uitgevonden die op alle schepen voor onderzeebootbestrijding werd geplaatst om thermoclinen te vinden die ASDIC verstoorden.
Ook de radar werd ontwikkeld: ontwikkeling van de radar in Duitsland.

## Tweede Wereldoorlog

### Slag om de Atlantische Oceaan

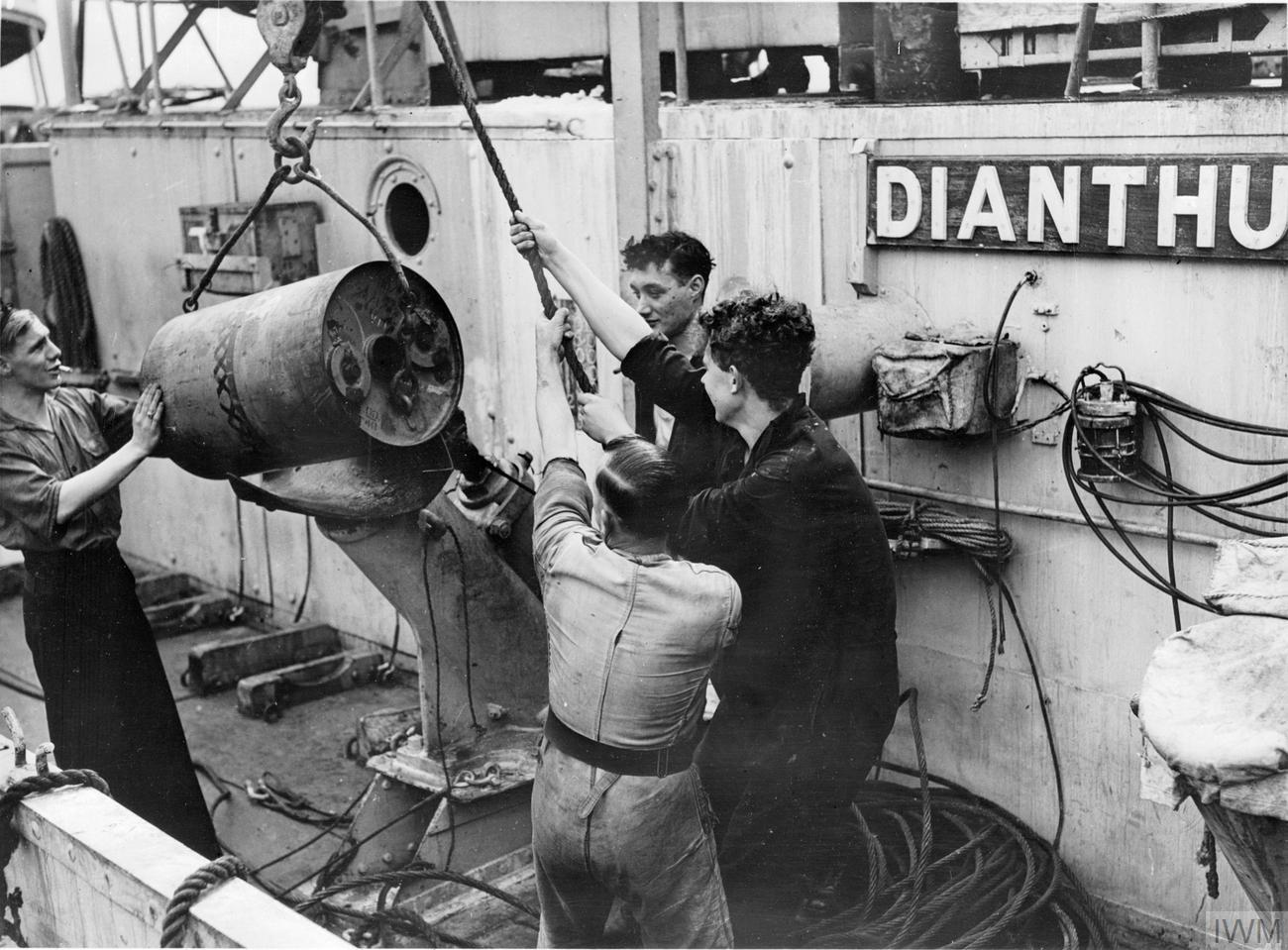
Een dieptebomwerper wordt op korvet HMS Dianthus K95 geladen op 14 augustus 1942

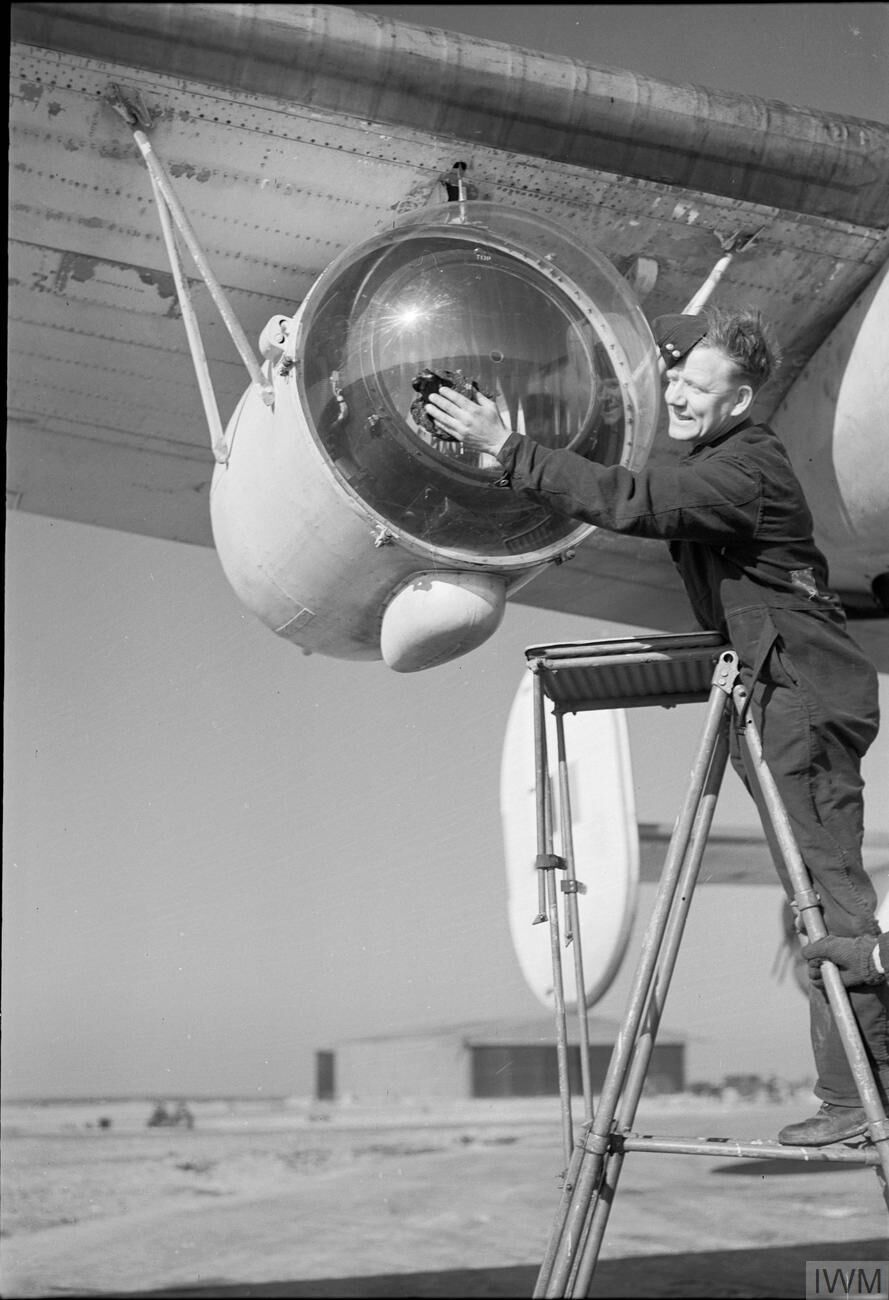
Een Leigh Light op een Consolidated B-24 Liberator van de Royal Air Force Coastal Command op 26 februari 1944 om ‘s nachts U-boten aan de oppervlakte te zoeken

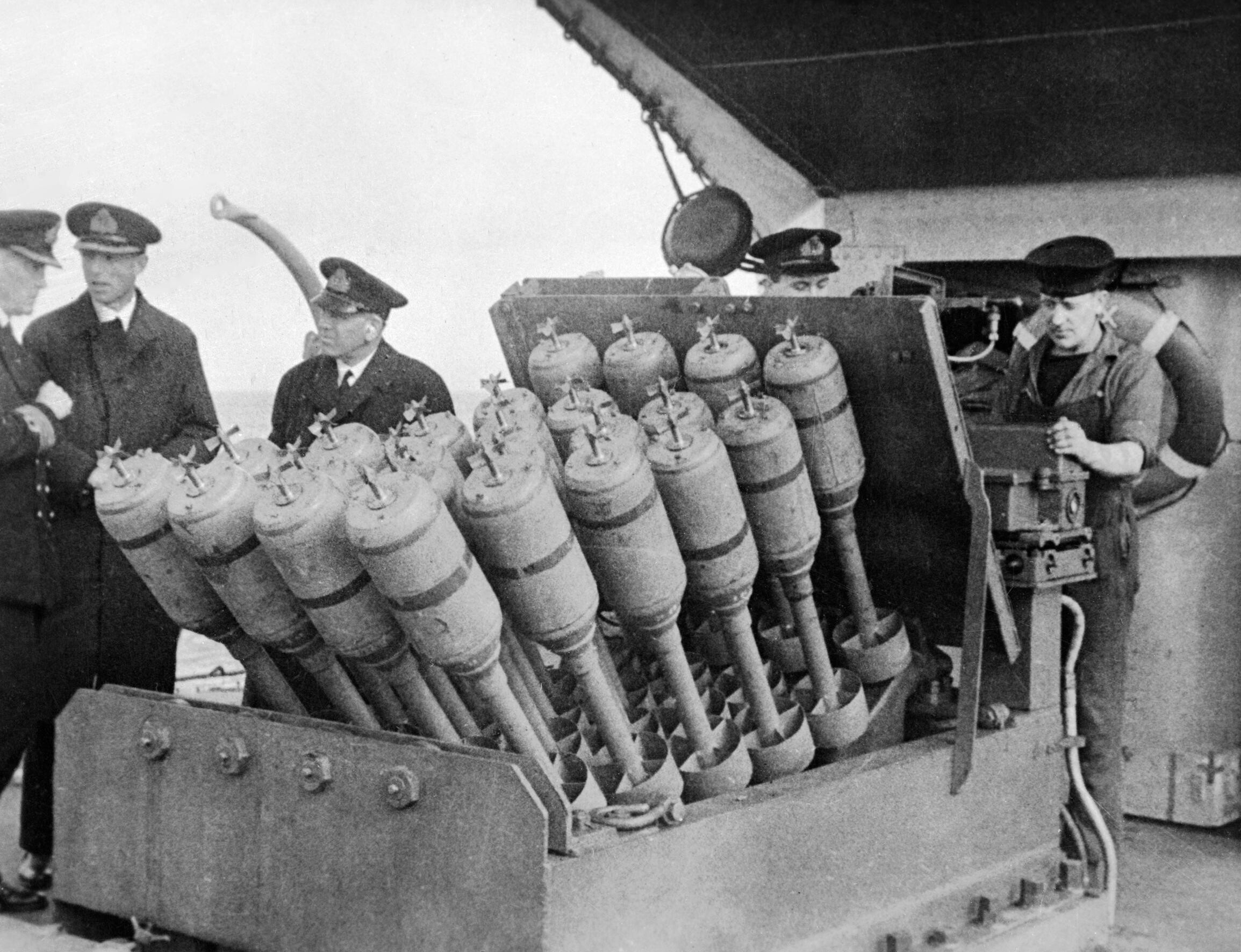
Een Hedgehog op detorpedobootjager HMS Westcott D47 om dieptebommen voorwaarts over de boeg te werpen en sonarcontact te houden.

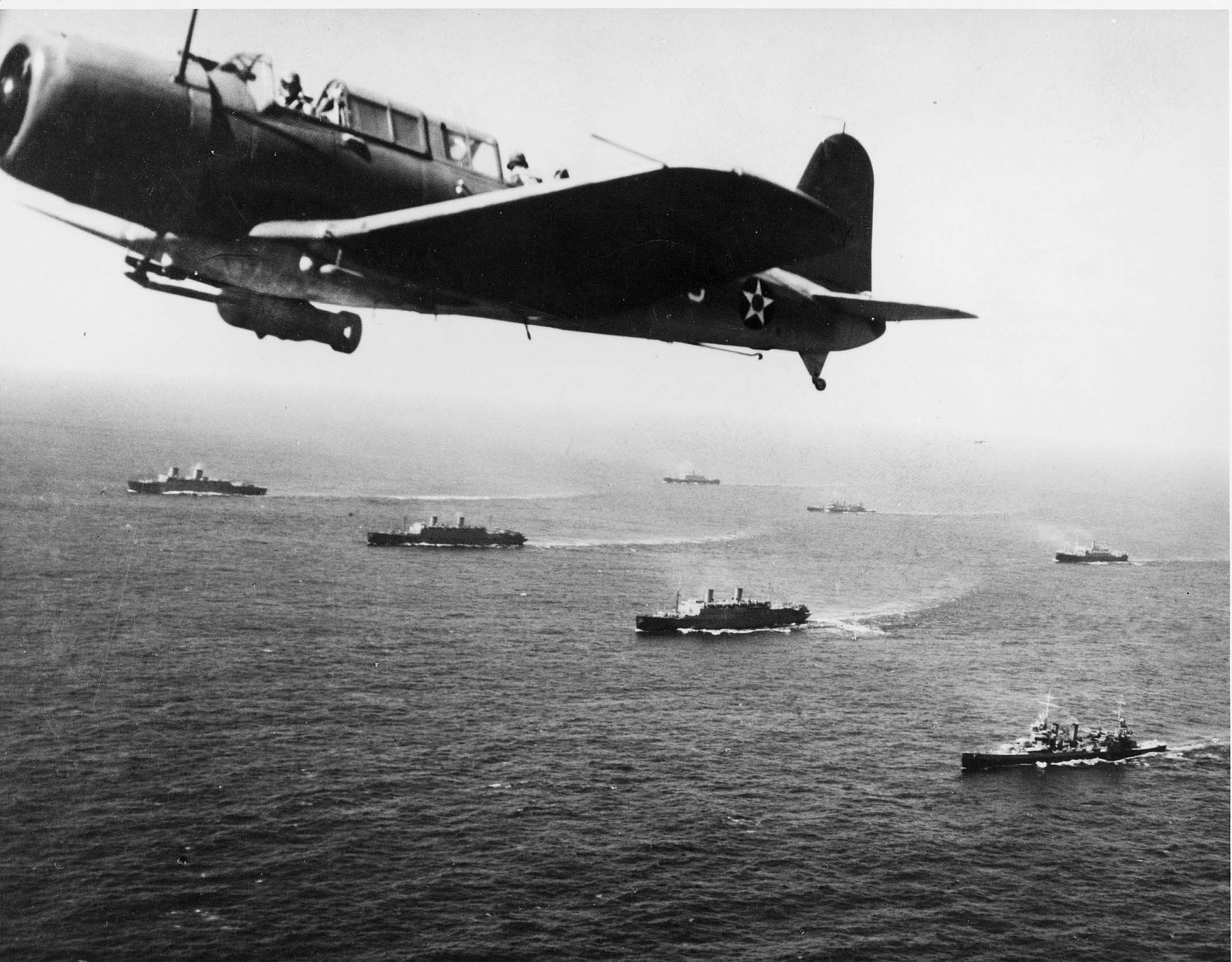
Een Vought SB2U Vindicator van de USS Ranger CV-4 vliegt een patrouille onderzeebootbestrijding over konvooi WS12 op weg naar Kaapstad op 27 november 1941

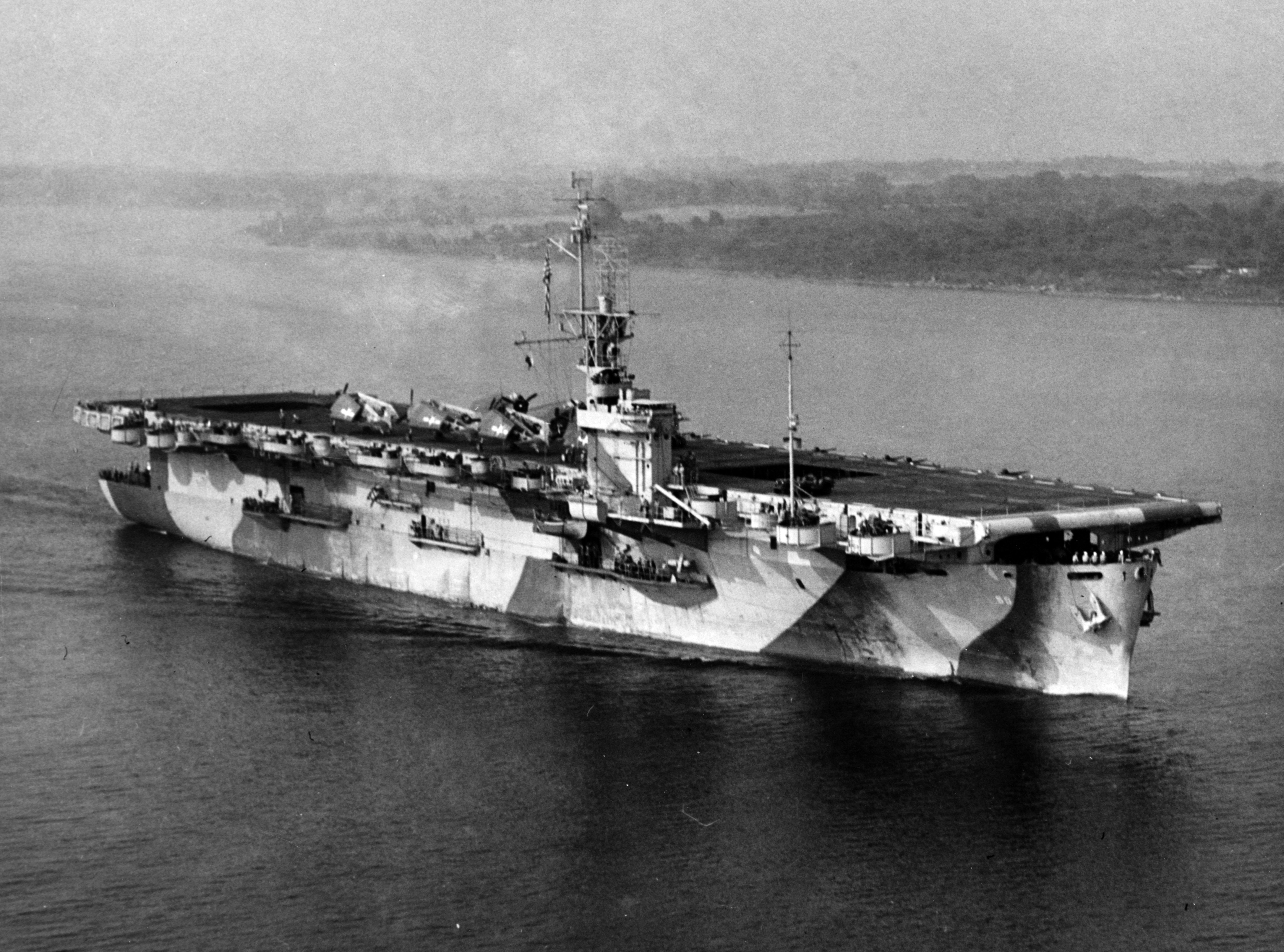
De USS Mission Bay CVE-59 in augustus 1944 voor de Oostkust van de Verenigde Staten met Grumman F6F Hellcats voor U-bootbestrijding en met een radar antenne in de mast.

In de Slag om de Atlantische Oceaan trachtten de U-boten van de Kriegsmarine met een onbeperkte duikbotenoorlog vrachtschepen te doen zinken om de toevoer van grondstoffen in het bijzonder aardolie af te snijden en de Royal Navy trachtte dit met U-bootbestrijding te voorkomen.
Bij het begin van de Tweede Wereldoorlog trachtten zeemachten om duikboten met sonar te detecteren en er dan dieptebommen op te werpen.
Sonar was niet zo werkzaam als gedacht als de duikboot ‘s nachts aan de oppervlakte voer.
Otto Kretschmer verbood U-boten om onder te duiken: onderduiken maakte veel geluid, maakte de batterijen leeg en de U-boot kon aan de oppervlakte sneller vluchten.
De Royal Navy had indicator loops verder ontwikkeld om havens te beschermen.
In 1942 werkte de United States Navy dit uit en plaatste tientallen indicator loops.
Bij het einde van de oorlog bleek sonar werkzamer en verdwenen de indicator loops.
Radar was belangrijk in de U-bootbestrijding.
De eerste radar op vliegtuigen had een klystron en 1,7 meter golflengte.
In de tweede helft van 1942 hadden U-boten het "Kruis van Biskaje" als radarverklikker om onder te duiken.
In 1943 gebruikten de geallieerden een magnetron met 10 cm golflengte.
De Duitsers ontwikkelden dan de "Naxos-radardetector".
Tussen 1943 en 1945 werden de meeste U-boten tot zinken gebracht door vliegtuigen met radar.
Het magnetron diende daarna ook om bemanningen van onderzeeboten warm eten te verschaffen.
High Frequency radio Direction Finding (HF/DF of “huff duff”) Radiorichtingzoeker
om de plaats van een onderzeeboot te bepalen die een radiobericht verzendt. De U 513 verzond op 18 juli 1943 een radiobericht, de United States Navy peilde hem uit en stuurde een vliegtuig om hem met dieptebommen te vernietigen.
Schepen
- Vrachtschepen werden in konvooien gerangschikt met de snelste achteraan, zodat de snelste minder lang gevaar liepen.
- Analyse van verliezen in konvooien in de eerste drie oorlogsjaren leerde dat de grootte van de begeleiding belangrijker was dan de grootte van het konvooi. Het was dus beter om weinig grote konvooien te begeleiden dan veel kleine.
- Massaproductie van goedkope, kleine korvetten en fregatten om konvooien te begeleiden. Dit maakte de grotere en duurdere torpedobootjagers vrij voor andere taken.

Gewone scheepswerven voor vrachtschepen konden korvetten bouwen.
Ze werkten met dieselmotoren en hadden dus geen dure stoomturbines en overbrengingen nodig.
Korvetten konden in gewone scheepswerven gebouwd worden.
- Er werden schepen gebouwd die vliegtuigen konden meenemen: CAM-schip, merchant aircraft carrier en escort carriers.
- Oorlogsschepen konden opgeroepen worden ter versterking als een konvooi aangevallen werd. Die moesten niet bij het konvooi blijven, maar konden een U-boot achtervolgen tot zijn batterijen leeg waren of zijn lucht op was en hij moest bovenkomen.
- Hunter-killer groepen die vijandelijke U-boten zochten.
- Massaproductie van vrachtschepen: de Verenigde Staten bouwden meer Liberty ships dan de Kriegsmarine er torpedeerde.

Vliegtuigen
- Luchtbombardementen op de Duitse U-bootbunkers te Brest (Frankrijk) en La Rochelle (Charente-Maritime), onderzeebootbasis Lorient en Dora (U-bootbunker).
- Vluchten over lange afstand over de Air gap.
- Escort carriers voor luchtsteun ver van land.
- High Frequency Direction Finding (HF/DF) radiorichtingzoeker

om de locatie van een U-boot te bepalen uit zijn radiocommunicatie.
- radar op schepen en vliegtuigen om ‘s nachts U-boten aan de oppervlakte te detecteren.
- Het Leigh Light op vliegtuigen om ‘s nachts U-boten aan de oppervlakte te zoeken
- De magnetische-anomaliedetector
- De Autolycus detector van uitlaatgassen van dieselmotoren
- Sonarboeien

Wapens
- Dieptebommen werden krachtiger, van 140 kg in de Eerste Wereldoorlog naar 270 kg.

Torpex werd in 1943 ingevoerd, 50% krachtiger dan TNT. Y-guns en K-guns werden gebruikt om de dieptebommen opzij af te werpen.
- De Hedgehog en de Squid werden ontwikkeld om dieptebommen voorwaarts over de boeg te werpen, zodat het schip sonarcontact kon houden met de U-boot.
- De Mark 24 FIDO Torpedo zocht zijn doel en kon uit een vliegtuig of helikopter geworpen worden.
- De Kriegsmarine ontwikkelde een torpedo met akoestische doelzoeker en daarom werd de Foxer ontwikkeld als akoestische decoy.

Inlichtingen
- De geallieerden hadden de Enigmacode gekraakt met Ultra (decryptie)) te Bletchley Park in Engeland. Uit de onderschepte en gedecodeerde berichten konden de geallieerde konvooien omleiden: Enigma en de U-bootoorlog.

In 1943 voegden de Duitsers een vierde rotor aan hun Enigmamachine toe en waren er weer meer verliezen in konvooien. Op het einde van de oorlog hadden de geallieerden alweer alle codes gekraakt.
- Om te vermijden dat de Duitsers zouden weten dat hun code gekraakt was, verspreidden de Britten het gerucht dat ze een speciale infraroodcamera hadden om U-boten te vinden. De Duitsers brachten op basis van dat gerucht een speciale verf op hun U-boten aan.

Tactiek
- Vliegtuigen als de Lockheed Ventura, Consolidated PBY Catalina, B-24 Liberator, Short Sunderland en Vickers Wellington zochten ‘s nachts naar U-boten aan de oppervlakte.

De U-boten kregen daarom een luchtafweergeschut. Voor 168 U-boten gezonken door luchtaanvallen werden 212 vliegtuigen neergehaald. De Duitsers ontwikkelden een speciale U-Flak. Op zeker moment was er een bevel “Schiet terug!” waarbij U-boten niet mochten onderduiken maar moesten terugschieten.
Sommige commandanten laadden hun batterijen overdag op om vliegtuigen eerder te zien en tijd te winnen om onder te duiken.
Met de snuiver om onder water batterijen op te laden gingen minder U-boten verloren door luchtaanvallen.
De lage snelheid van 5-6 knopen met de snuiver beperkte de mobiliteit.
- De Duitsers zetten de Focke-Wulf Fw 200 in die ver kon vliegen als verkenner voor U-boten of om schepen aan te vallen in de Mid-Atlantic gap buiten bereik van geallieerde vliegtuigen.

De Britten ontwikkelden het CAM-schip en merchant aircraft carriers. Later bouwden de Verenigde Staten escort carriers.
De B-24 Liberator dwong U-boten om onder te duiken en hun missie af te breken.
- De Amerikanen pasten hunter-killer tactiek toe vanaf escort carriers op Search and destroy (doctrine) missies om de U-boten te zoeken en te vernietigen. De Britten verkozen begeleiding van konvooien om hun vrachtschepen te beschermen en redeneerden dat U-boten konvooien zochten en konvooien dus U-boten lokten.

Frederick Johnnie Walker splitste detectie en vernietiging op. De achterste torpedobootjager volgde de U-boot en hield sonarcontact en geleidde de voorste torpedobootjager met radio tot boven de U-boot om hem met dieptebommen te vernietigen.
Het enige gevecht tussen twee ondergedoken onderzeeboten gebeurde op 9 februari 1945.
HMS Venturer (P68) torpedeerde U 864 voor de Noorse kust.
De commandant van de Venturer volgde de U 864 met hydrofoons gedurende uren en berekende zijn waarschijnlijke toekomstige positie en lanceerde dan vier torpedo’s, waarvan de laatste trof.
Tegen het einde van de oorlog hadden de Geallieerden (Tweede Wereldoorlog) betere methodes om dieptebommen af te werpen zoals de Mousetrap en de Squid tegen de nieuwere en betere Duitse Type XVII U-boot en Type XXI U-boot.

### Middellandse Zee
Italiaanse en Duitse duikboten waren net als Franse en Britse duikboten actief in de Middellandse Zee. Duitsland stuurde 62 U-boten in de Middellandse Zee, die alle vergingen.
Al bij de doorgang van de Straat van Gibraltar zonken er 9 en moesten er 9 beschadigd terugvaren.
De Middellandse Zee is kalmer dat de Atlantische Oceaan, wat het moeilijker maakt voor een U-boot om te ontsnappen. De Geallieerden (Tweede Wereldoorlog) hadden veel luchtmachtbases rond de Middellandse Zee.
Het water van de Middellandse Zee is helder en daarom verfde de Royal Navy haar duikboten donkerblauw opdat ze op periscoopdiepte minder zichtbaar zouden zijn vanuit de lucht. De Royal Navy opereerde vooral vanaf Malta. 41 Duikboten gingen verloren, waaronder HMS Upholder (P37) en HMS Perseus (N36).

### Grote Oceaan
In de Grote Oceaan vochten Japanse onderzeeboten tegen Amerikaanse Marineschepen en vochten Amerikaanse onderzeeboten tegen Japanse vrachtschepen.
Britse en Nederlandse duikboten waren ook in de Stille Oceaan actief, vooral langs de kust.
Japan had grote duikboten met ver bereik en een doeltreffende Type 95 torpedo.
In tegenstelling tot Duitse U-boten vielen ze geen koopvaardijschepen aan, maar vochten volgens de doctrine van Alfred Mahan (vrachtschepen doen zinken wint geen oorlog) tegen oorlogsschepen.
In het begin van de oorlog vernietigden Japanse duikboten de vliegdekschepen USS Yorktown (1937) en USS Wasp (1940). USS Saratoga (CV-3) kon nog hersteld worden.
USS North Carolina (BB-55) werd geraakt door een torpedo en moest zich uit de Slag om Guadalcanal terugtrekken.
Toen de Verenigde Staten torpedobootjagers bouwden en onderzeebootbestrijding toepasten zoals de Britten in de Slag om de Atlantische Oceaan konden ze de Japanse onderzeeboten goed bestrijden, want die vaarden trager en doken minder diep dan de Duitse.
De geallieerden hadden ook de Japanse Purple code gekraakt, zodat ze vrachtschepen konden wegleiden van Japanse onderzeeboten en er torpedobootjagers voor onderzeebootbestrijding heen sturen.
In 1942 en begin 1943 vormden de onderzeeboten van de Verenigde Staten nauwelijks een dreiging voor Japanse oorlogsschepen of vrachtschepen. Hun torpedo’s ontploften niet of sloegen op hol.
Viceadmiraal Charles A. Lockwood van de United States Navy eiste betere torpedo’s.
Hij verving ook voorzichtige commandanten door jongere, agressieve commandanten.
In de tweede helft van 1943 brachten Amerikaanse duikboten bijna de helft van de Japanse koopvaardijvloot tot zinken. Karl Dönitz haalde dat aan op het Proces van Neurenberg. De Japanse marine had geen onderzeebootbestrijding en kon geen uitputtingsoorlogsvoering aan.
Japanse onderzeebootbestrijding bestond uit torpedobootjagers met sonar en dieptebommen.
Ze waren geoefend om ‘s nachts tegen oppervlakteschepen te vechten met torpedo’s en niet voor onderzeebootbestrijding.
Tegen het einde van de oorlog zochten Japanse vliegtuigen met magnetische-anomaliedetectoren en passieve sonarboeien naar ondiep gedoken duikboten.
De Japanse marine ontwikkelde ook twee kleine vliegdekschepen en de Kayaba Ka-1 autogiro voor onderzeebootbestrijding en in 1945 ook de Kyushu Q1W bomenwerper tegen duikboten.
De Japanse Keizerlijke Marine verkoos vlootactie boven begeleiding van konvooien.
In, het begin van de oorlog stelden de Japanners hun dieptebommen te ondiep af, omdat ze dachten dat Amerikaanse onderzeeboten maar 45 m diep konden duiken. In juni 1943 verklapte Amerikaans Congreslid Andrew J. May dit op een persconferentie. De Japanners stelden daarop hun dieptebommen af op 76 m. Viceadmiraal Charles A. Lockwood schatte later dat de loslippigheid van May tien onderzeeboten en 800 mensenlevens had gekost.

## Koude Oorlog

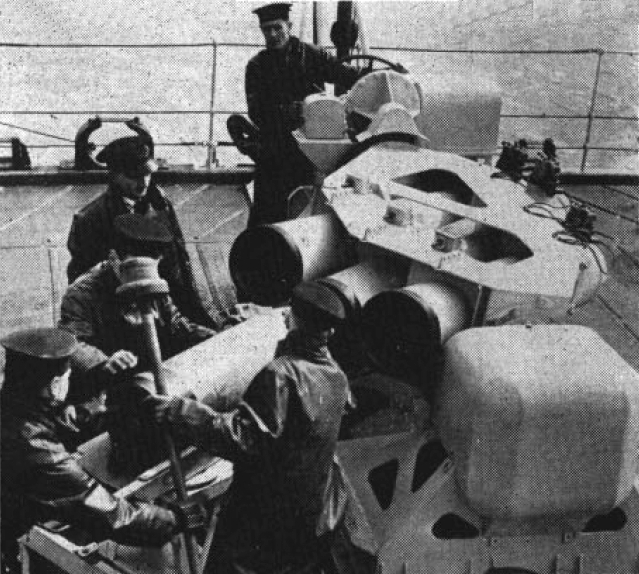
Een Squid wordt geladen met dieptebommen in 1952.

De Verenigde Staten en het Verenigd Koninkrijk bestudeerden de Duitse Type XXI U-boot.
De Verenigde Staten lanceerden het Greater Underwater Propulsion Power Program (GUPPY) en het Verenigd Koninkrijk het Overseas Patrol Submarines Project.
Het Verenigd Koninkrijk testte luchtonafhankelijke aandrijving met waterstofperoxide in HMS Meteorite, HMS Excalibur en HMS Explorer.
De Sovjet-Unie ontwierp de Whiskeyklasse en de Zuluklasse met lessen uit de Type XXI U-boot.
Die onderzeeboten met dieselelektrische aandrijving konden hun batterij opladen langs een snuiver zonder boven water te komen. Daarom hadden ze geen boordgeschut meer nodig als luchtafweer en konden ze meer gestroomlijnd sneller varen.

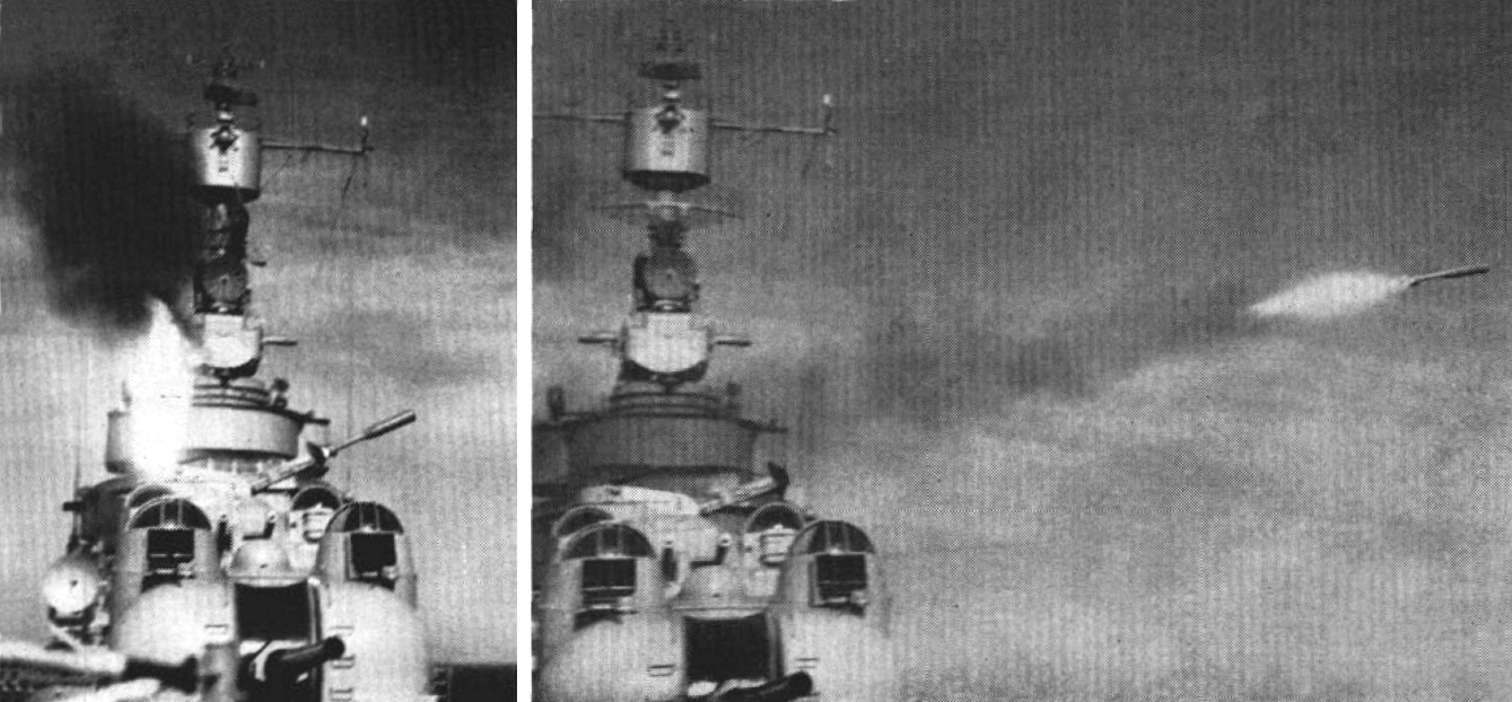
USS Wilkinson (DL-5) lanceert een RUR-4 Weapon Alpha in 1956

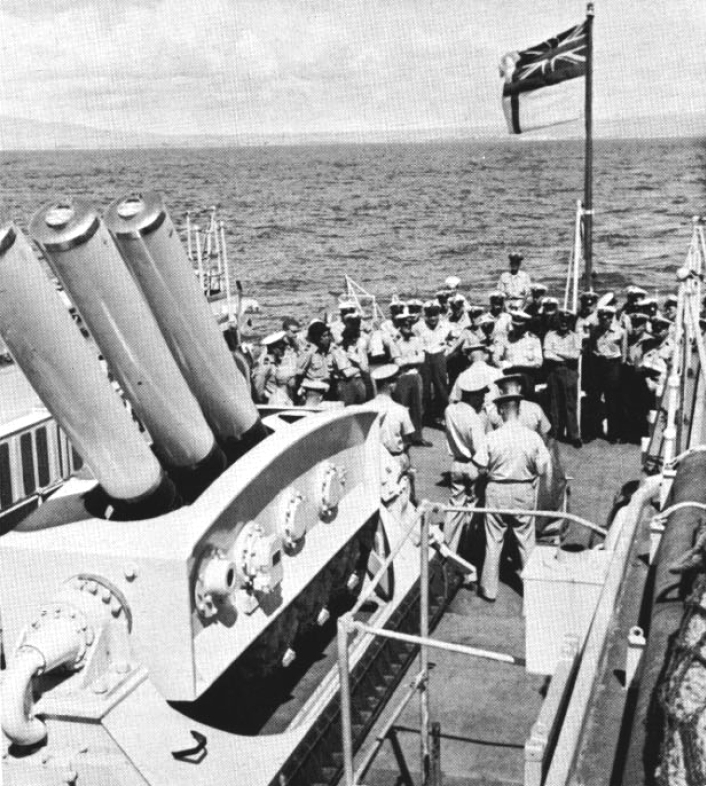
De Limbo mortier tegen onderzeeboten op de HMNZS Taranaki (F148) in 1963

Om die te bestrijden werden RUR-4 Weapon Alpha, Limbo (wapen), RBU-6000 en betere torpedo’s ontwikkeld.
Tijdens de Cubacrisis in oktober 1962 dwong de United States Navy de Sovjet onderzeeboot B-59 van de Foxtrotklasse naar de oppervlakte met dieptebommen.

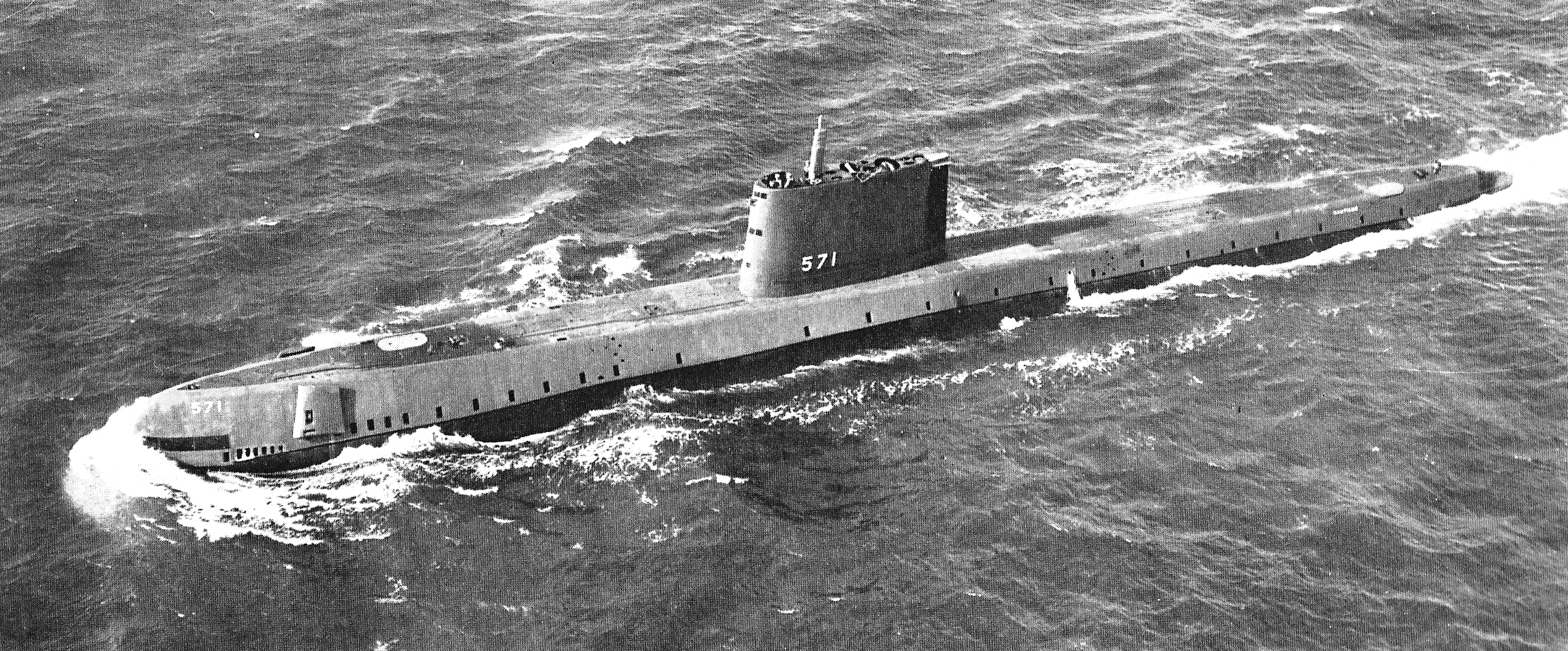
USS Nautilus (1954) was de eerste kernonderzeeër en moest niet meer naar de oppervlakte komen.

In 1954 was de tewaterlating van de eerste kernonderzeeër, USS Nautilus (1954).
Kernonderzeeërs waren nog sneller en konden batterijen opladen zonder snuiver. Ze konden zo maanden onder water varen op grote diepte zonder naar de oppervlakte te komen.
Oppervlakteschepen kregen helikopters mee om ze te bestrijden met raketten zoals de RUR-5 ASROC en de Australische Ikara (raket).
USS George Washington (SSBN-598) was in 1959 de eerste kernonderzeeër bewapend met ballistische raketten: 16 polarisraketten met kernwapen.
De opkomst van kernonderzeeërs met ballistische raketten leidde tot maritieme verkenningsvliegtuigen en helikopters om ze op te sporen.

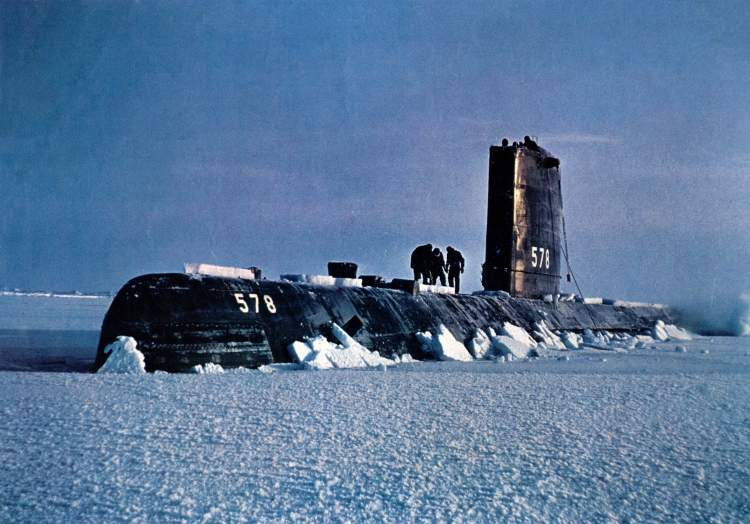
USS Skate (1957) brak in 1959 als eerste door het Zee-ijs in het noordpoolgebied.

USS Skate (1957) brak in 1959 als eerste door het zee-ijs van het noordpoolgebied. Hij kon onder het zee-ijs schuilen voor detectie door vliegtuigen of helikopters.
Kernonderzeeërs maakten veel geluid en passieve sonar kon ze best detecteren.
De onderzeeërs waren met rubber bekleed om actieve sonar niet te weerkaatsen.
De torpedo met doelzoeker bleef het belangrijkste wapen, hoewel nucleaire dieptebommen ontwikkeld werden en zeemijnen belangrijk bleven.
In de oceaan werden ketens van sonarboeien afgeworpen door schepen of vliegtuigen.
Er werden ook hydrofoons op de oceaanbodem neergelaten.
De Verenigde Staten plaatsten het SOund SUrveillance System SOSUS in de air gap GIUK tussen Groenland, IJsland en het Verenigd Koninkrijk.
Vliegtuigen en helikopters kregen betere bommen en dieptebommen.
Schepen en onderzeeboten sleepten een sonar.
Helikopters zonden sonargegevens naar hun Combat Information Center. Ze kunnen ook sonarboeien afwerpen en torpedo’s lanceren die hun doel zoeken.
Een onderzeeboot weet niet wat een vliegtuig doet, tot het een actieve sonar gebruikt of een wapen lanceert.
Er werden onderzeeboten ontwikkeld, aanvalsonderzeeboten of hunter-killers om kernonderzeeërs met ballistische raketten te vernietigen. Eerst waren dat stille onderzeeboten met dieselelektrische aandrijving zoals de Kiloklasse, maar nu zijn dit ook kernonderzeeërs zoals de Virginiaklasse (onderzeeboot), de Jasenklasse of Type 095.
Op 2 mei 1982 torpedeerde de kernonderzeeër HMS Conqueror (S48) van de Royal Navy de kruiser ARA General Belgrano (1938) van de Argentijnse marine. De Argentijnse marine kon er geen onderzeebootbestrijding tegenover stellen en trok al haar oorlogsschepen terug.

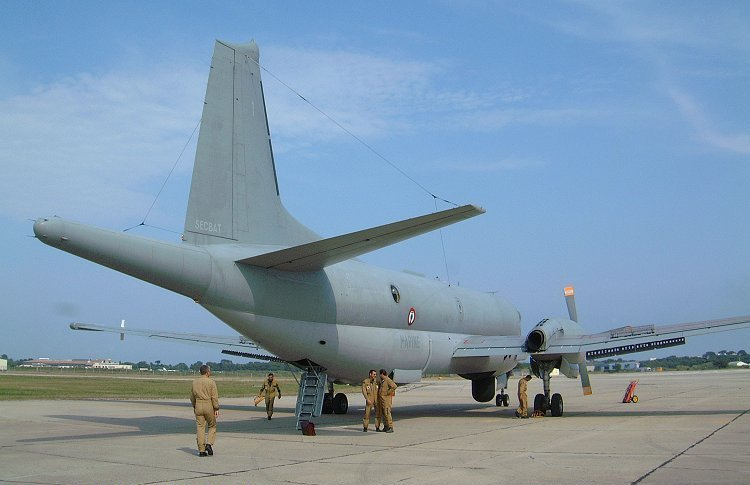
Een Breguet Atlantic met achteraan de MAD

De magnetische-anomaliedetector (MAD) is een passieve sensor die stamt uit de Tweede Wereldoorlog. Hij detecteert afwijkingen van het aardmagnetisch veld veroorzaakt door ferromagnetisch materiaal van de onderzeeboot. Om de detector niet te verstoren hangt die meestal aan een staaf achter de staart van het vliegtuig, of aan een lijn achter de helikopter. Dit werkt niet als de onderzeeboot van paramagnetisch materiaal gemaakt is zoals austenietstaal of titanium bijvoorbeeld de Alfa-klasse of de Paltus.
Elektronische oorlogvoering kon detecteren of een onderzeeboot radar gebruikt of een radioboodschap beantwoordt. De onderzeeboten vermijden om radar of radio te gebruiken.
De basis kan met extremely low frequency berichten naar de kernonderzeeërs zenden om niettegenstaande het skineffect diep door te dringen in het oceaanwater. Dit duurt 15 minuten om een boodschap van 3 letters te verzenden.
Een Boeing E-6 Mercury op een US Navy TACAMO-missie kan met een 8 km lange dubbele sleepantenne voor very low frequency circa 20 m diep doordringen.
Er zijn ook communicatiemogelijkheden met hydrofoons op de oceaanbodem en met lasers met blauw licht. Kortom, een onderzeeboot kan berichten ontvangen, maar niets verzenden zonder zijn positie te verraden.

## Moderne onderzeebootbestrijding

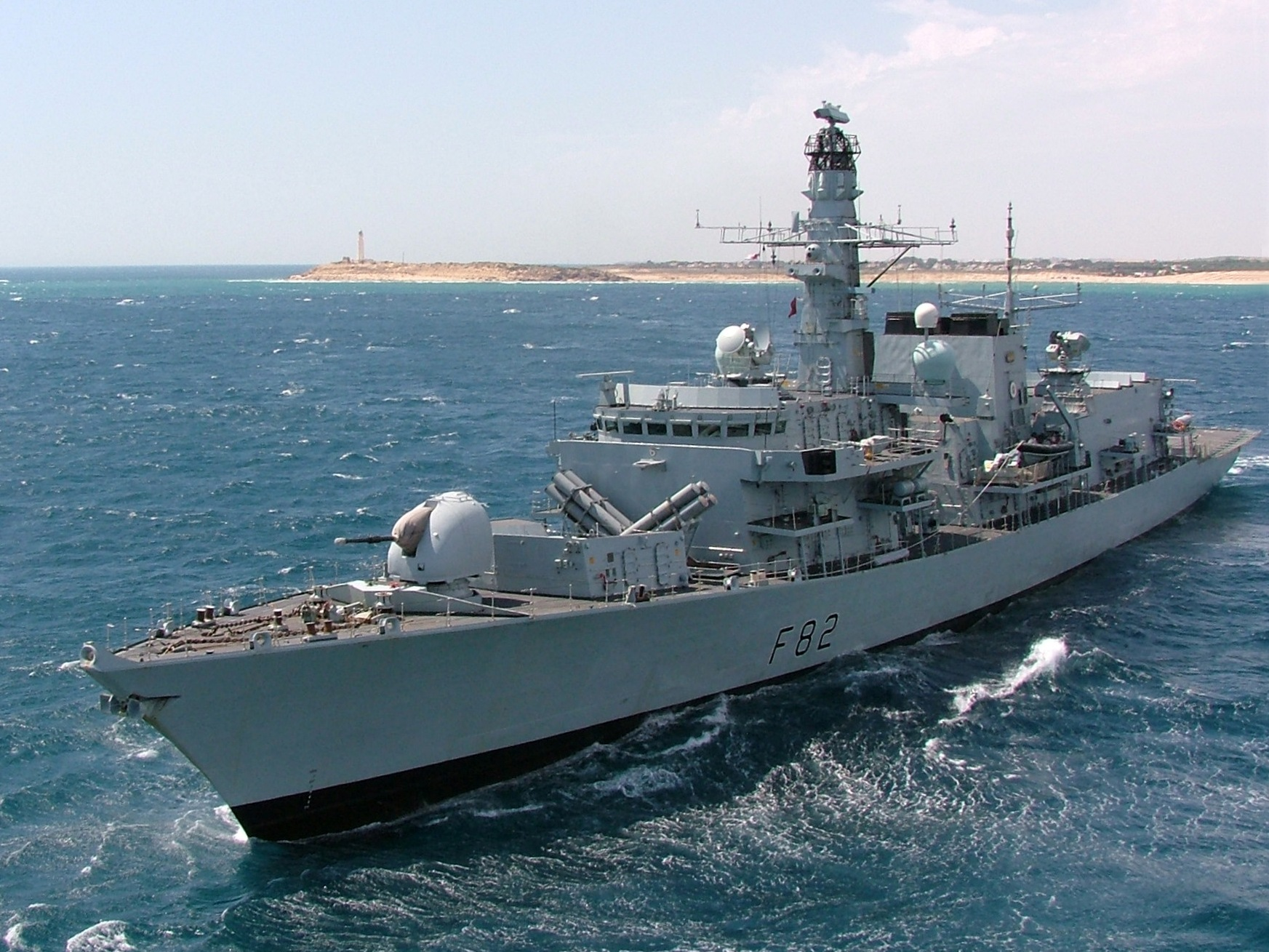
HMS Somerset (F82) is een fregat van de Royal Navy voor onderzeebootbestrijding.

Uitschakelen van kernonderzeeërs met ballistische raketten is van belang.
De meeste onderzeeboten hebben dieselelektrische aandrijving en sommige luchtonafhankelijke aandrijving.
Op 26 oktober 2006 dook een Type 039 Song-klasse onderzeeboot met dieselelektrische aandrijving van de Marine van het Volksbevrijdingsleger op 9 km van de USS Kitty Hawk (1961) boven water in de Oost-Chinese Zee tussen Japan en Taiwan, waar hij torpedo’s en antischeepsraketten had kunnen lanceren. Hij had de Kitty Hawk twee dagen volstrekt stil op de bodem opgewacht. Door stil te liggen zonder geluid of kielzog kon hij alle detectie verschalken.
Vroeger lag de nadruk op operaties in diep water, maar nu eerder op operaties in kustwateren, waar onderzeeboten moeilijker te bestrijden zijn en gemakkelijker te verdedigen zijn met vliegtuigen vanaf land.

### Sensoren

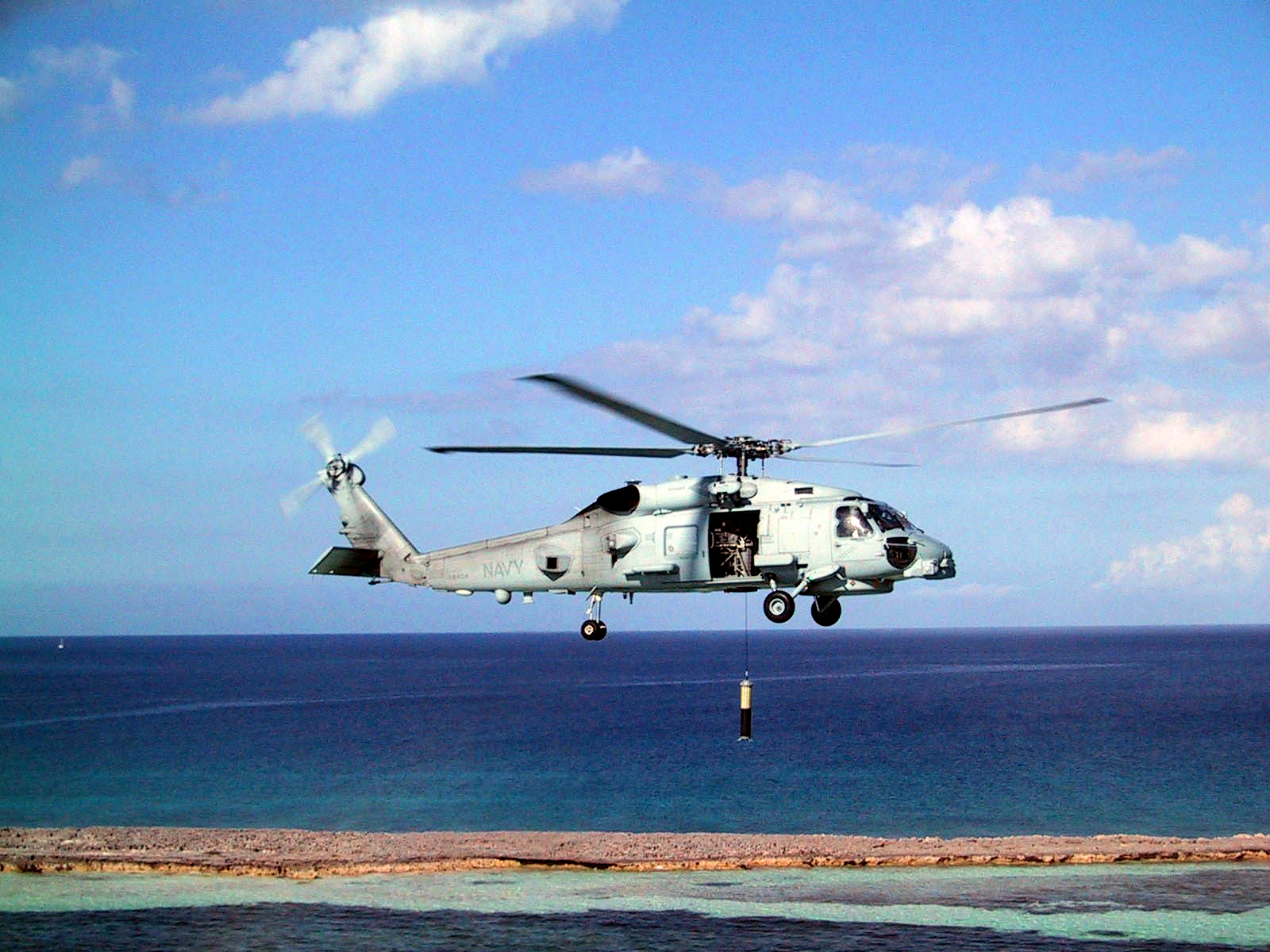
Een MH-60R voert een Airborne Low Frequency Sonar (ALFS) operatie uit.

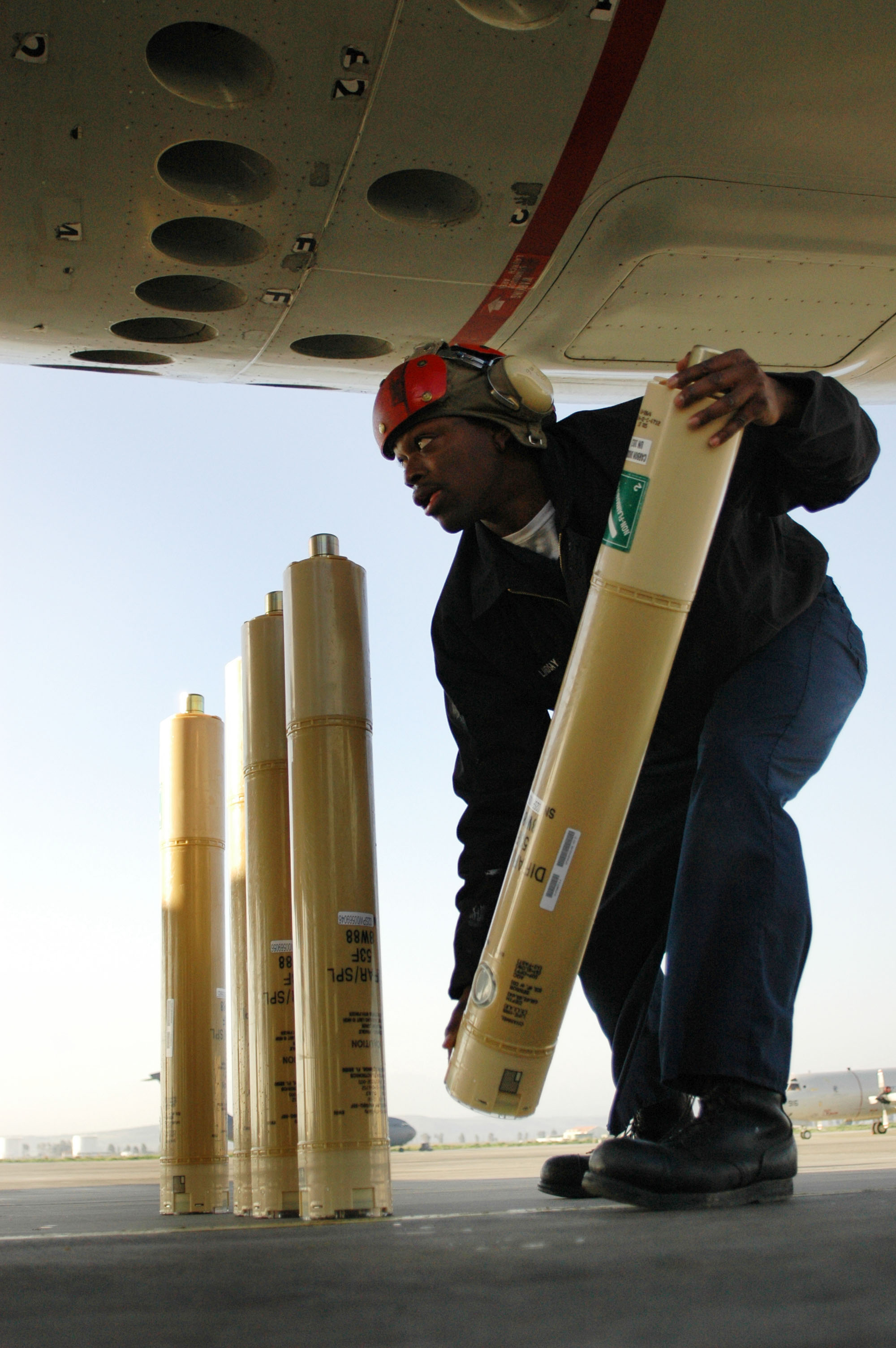
Sonarboeien worden geladen op een Lockheed P-3 Orion.

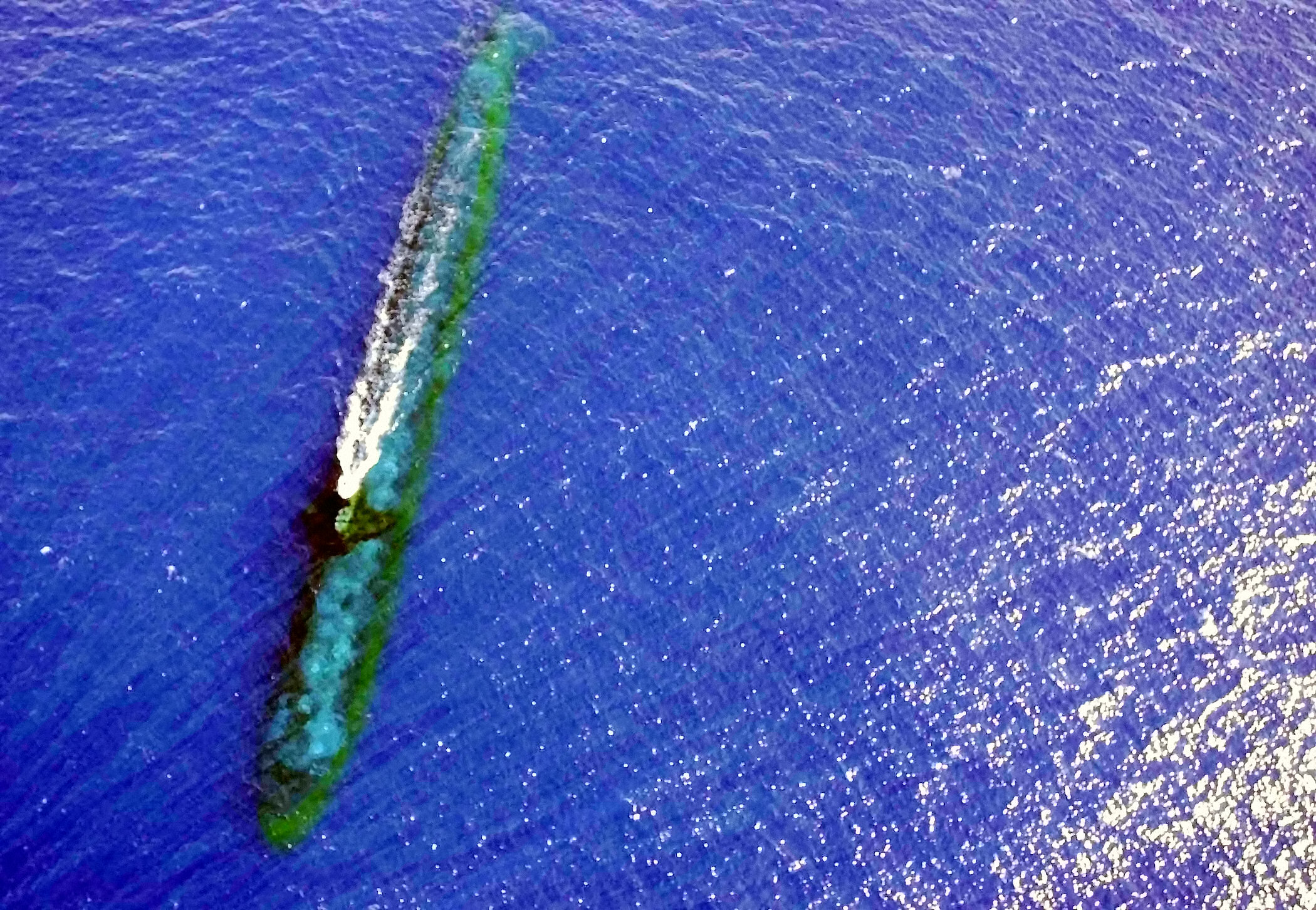
USS Chicago (SSN 721) op periscoopdiepte bij Maleisië op 24 juli 2001, goed zichtbaar vanuit de lucht

Er liggen hydrofoons op de bodem van de Indische Oceaan van Zuid-Afrika tot Nieuw-Zeeland.
- Actieve en passieve sonar, sonarboeien enhydrofoons. Sonar kan in de romp zitten, of gesleept worden. Met een gesleepte sonar kan de onderzeeboot niet aan sonar ontsnappen door onder het schip door te duiken.
- Pyrotechniek voor boeien, lichtkogels en explosieven
- Zoeklichten
- Radar voor periscopen, snuivers of radioboeien
- Onderzeeboten veroorzaken tot 100 m diep een te detecteren kielzog.[7]
- Lidar vanaf satellieten, vliegtuigen, helikopters of schepen
- elektronische oorlogvoering tegen radar
- akoestische tegenmaatregelen zoals lawaai en bellen
- Geluiddempend rubber op de romp van onderzeeboten
- Magnetische-anomaliedetector (MAD)
- Actieve en vooral passieve forward looking infrared voor periscopen en snuivers en storingen aan het wateroppervlak.

Forward looking infrared (FLIR) kan de hitte waarnemen als een kernonderzeeër naar de oppervlakte stijgt en ook de periscoop of snuiver of radioboei aan de oppervlakte.

### Wapens
De Verenigde Staten, Rusland, China, Zuid-Korea, Japan en India hebben antionderzeebootraketten ontwikkeld. Zo kan de Indiase SMART een torpedo 643 km ver brengen. Een vliegtuig dat een onderzeeboot detecteert kan over radio de plaats melden aan een schip 643 km verder om de onderzeeboot met een raket te vernietigen.

### Platforms
Satellieten kunnen het zeeoppervlak bewaken met camera’s of radar en zo een snuiver of periscoop detecteren.
Vliegtuigen als de Lockheed P-3 Orion en Toepolev Tu-142 en helikopters als de SH-60 Seahawk kunnen onderzeeboten opsporen met sonarboeien en vernietigen met doel zoekende torpedo’s vanuit de lucht.
Oppervlakteschepen slepen nu sonar.
Onderzeeboten zijn het belangrijkste platform voor onderzeebootbestrijding omdat ze stil kunnen varen en van diepte veranderen.
Begin 2010 startte het Defense Advanced Research Projects Agency het ACTUV programma voor een semiautonoom onbemand vaartuig op de oceaan.